# Ендре Бајчи-Жилински
Ендре Калман Бајчи-Жилински (Сарваш, 6. јун 1886 – Шопронкохида, 24. децембар 1944), је био утицајан мађарски политичар и новинар који се супротстављао експанзији нацистичке Немачке и због својих убеђења убијен.

## Младост и образовање
Завршио је Ђула Андраши гимназију у Бекешчаби. Након матуре у 1904. години, наставио је универзитетско образовање на Правном факултету Универзитета Франц Јозеф у Клуж-Напоки. Завршио је два семестра на универзитетима у Лајпцигу и Хајделбергу и стекао звање адвоката. Децембра месеца 1908. године докторирао је право. Током боравка у Немачкој његова интересовања су се фокусирала на свет политике. Током боравка у Хајделбергу је стекао бројна пријатељства и друштвене контакте.

## Први светски рат
Одмах по избијању Првог светског рата се пријавио као добровољац и своју јединицу, Другу хусарску дивизију, распоређену на српски фронт. Након тога распоређен је на италијански фронт, а почетком јуна 1916. године, у саставу 2. царске и краљевске хусарске дивизије, распоређен је на источни фронт. У септембру исте године је рањен и провео период у војној болници због опоравка. Почетком 1917. затражио је и добио дозволу за повратак на фронт. Године 1918. учествовао је у оснивању Мађарске асоцијације за националну одбрану (МОВЕ) због чега је касније био присиљен да емигрира у Беч.

## Међуратни период
У младости је био члан 'Странке одбране расе' (званично "Мађарске националне партије за самоопредељење" – мађ. Magyar Nemzeti Függetlenségi Párt), а касније је раскинуо с њом. Од 1922. је био члан Државне скупштине. Један од оснивача Националне радикалне странке Мађарске 1930. и посланик ове странке у мађарском парламенту.
Од 1939. члан је и један од лидера Независне земљорадничке странке (мађ. Független Kisgazdapárt), коју је представљао у парламенту. Оснивач је и уредник неколико мађарских публикација. Противио се уласку Мађарске у Антикоминтернски пакт, савезништву са нацистичком Немачком и учешћу Мађарске у Другом светском рату. Након избијања Другог светског рата, постао је главни уредник недељног часописа Независна Мађарска (Független Magyarország) у коме је се пропагирала неопходност блокирања немачке експанзије уједињеним напорима подунавских држава.

## Други светски рат
Од 1941. године био је уредник антинацистичког листа Слободна реч (Szabad Szó), а исте године био је један од главних организатора антифашистичких протеста 15. марта. У спољнополитичком одбору мађарског парламента је 29. јануара осудио погром у Бачкој над Србима, Јеврејима и Ромима. 19. марта 1944. године, Бајчи-Жилински се у свом стану супротставио хапшењу од стране Гестапа. У краткој борби оружјем рањен је и ухапшен. Мађарска влада је 11. октобра исте године затражила и добила његово пуштање на слободу, али у новембру је поново ухапшен и затворен у затвору у Шопронкохиди, где је 24. децембра погубљен вешањем.

## Сећање на Е. Бајчи-Жилинског
По завршетку рата, 27. маја 1945. године у Тарпи је одржано свечана сахрана његових посмртних остатака. Име Ендре Бајчи-Жилинског носи више улица у градовима широм Мађарске, улица у Новом Саду, као и једна од станица метроа у Будимпешти.